# Vlag van La Pampa

Vlag van La Pampa

De vlag van La Pampa is in gebruik sinds 3 december 1993 en toont drie horizontale banen in de kleuren van de Argentijnse vlag, met het wapen van La Pampa in het midden van de witte baan. De vlag werd ontworpen door Luis Alberto Galceran.